# 熊本県道159号樅木河合場線
熊本県道159号樅木河合場線（くまもとけんどう159ごう もみぎかやばせん）は、熊本県八代市を通る一般県道である。

## 概要

### 路線データ
- 起点：熊本県八代市泉町樅木
- 終点：熊本県八代市泉町柿迫（熊本県道52号小川泉線交点）

## 歴史
- 1960年（昭和35年） - 前身となった県道・樅木小川線の路線認定（整理番号は当初81、その後159に変更）。
- 1993年（平成5年）5月11日 - 建設省から、県道樅木小川線の一部を小川泉線として主要地方道に指定される[1]。
- 1994年（平成6年） - 上記告示により小川泉線が路線認定されたことに伴い、樅木小川線を路線廃止。主要地方道とならなかった残存部分を新たに樅木河合場線として路線認定。

## 路線状況

### 重複区間
- 国道445号（八代市泉町樅木 - 八代市泉町仁田尾）

## 地理

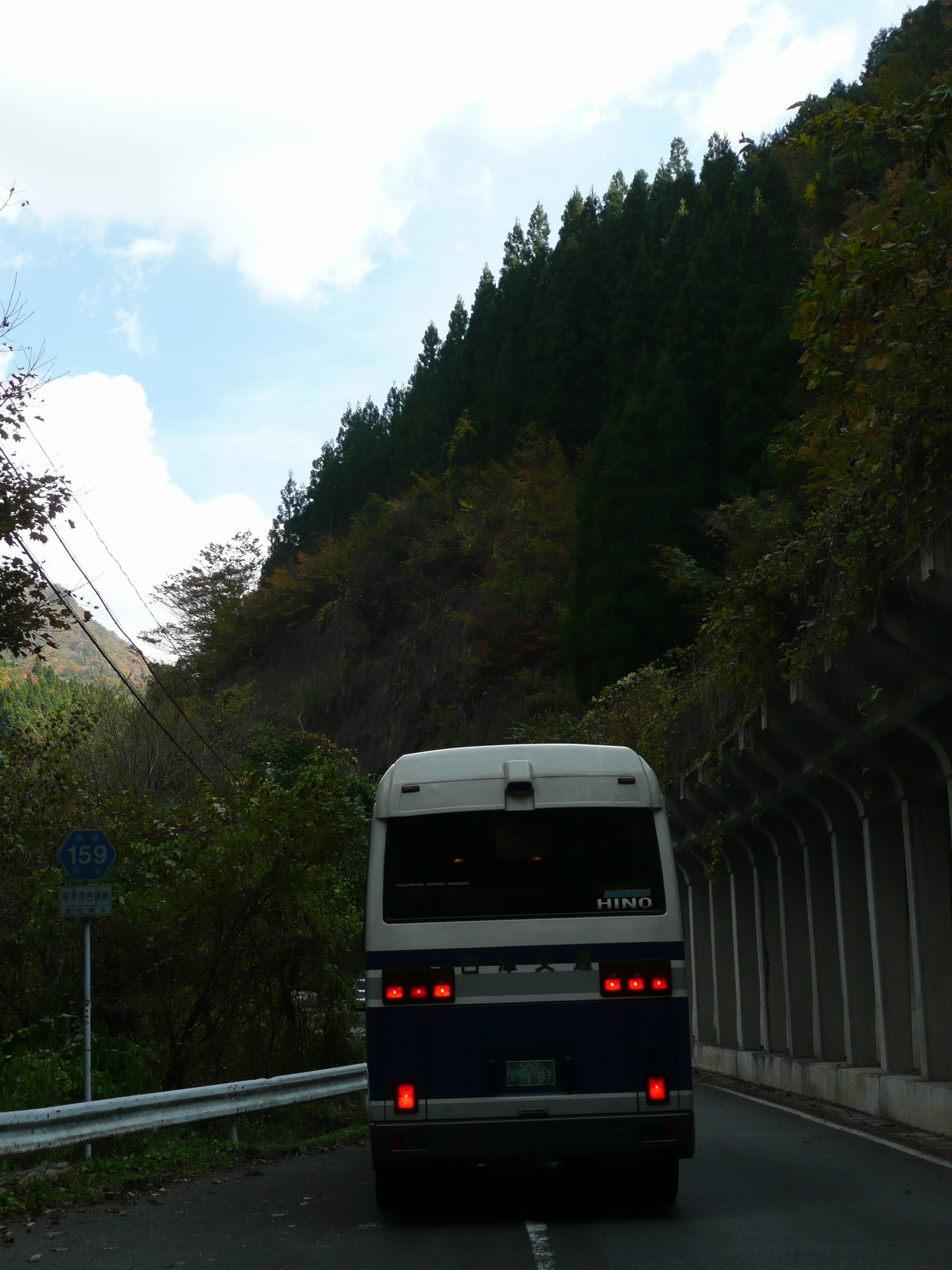
八代市泉町樅木（平家の里・泉第八小学校方面）
観光シーズンは渋滞が発生する

### 通過する自治体
- 八代市

### 交差する道路
| 交差する道路           | 交差する場所 | 交差する場所 |
| ---------------------- | ------------ | ------------ |
| 国道445号 重複区間起点 | 泉町樅木     |              |
| 国道445号 重複区間終点 | 泉町仁田尾   |              |
| 熊本県道52号小川泉線   | 泉町柿迫     | 終点         |

### 沿線
- 五家荘